# 聖歌 (亞利桑那州)
聖歌（英語：Anthem）是位於美國亞利桑那州馬里科帕縣的一個人口普查指定地區。根據2010年美國人口普查，該地人口為21700人，而該地的面積約為20.69平方千米。

## 地理
聖歌的座標為33°52′02″N 112°08′49″W / 33.86722°N 112.14694°W，而該地最高點為海拔高度568米（即1863英尺）。